# タイリクスズキ
タイリクスズキ（七星鱸、Lateolabrax maculatus ）は、スズキ目・スズキ亜目・スズキ科に属する魚。日本や台湾で養殖されている。ホシスズキと呼ばれることもある。

## 分布
黄海、渤海沿岸、東シナ海と北部南シナ海の中国大陸沿岸および朝鮮半島西岸が原産地。
日本では、房総半島から宇和海までの太平洋沿岸、瀬戸内海、日本海側の丹後地方沿岸などで記録があるが、定着して再生産しているかは不明。また、汽水域にも入る。

## 特徴
全長1m。
スズキとよく似ているが、体側に大きな黒点が散在する個体が多い（まれに黒点が全くない個体もある）。また、吻が短く、背脊椎数が多くの個体で35個（スズキは多くで36個）。

## 分類
タイリクスズキはスズキLateolabrax japonicus の地域変異（大陸型）と考えられていたが、形態学的・遺伝学的な研究の結果、スズキとは別種であることが判明した。和名は1995年に与えられた。

## 漁業
台湾産の稚魚が養殖用に「スズキ」の名で輸入されており、西日本で主に養殖されている。本種はスズキよりも成長が優れているといわれる。

## 外来種問題
台風などの要因により、生簀で養殖されていた個体が自然水域へ逸出している。定着している場所もあると考えられる。
在来種のスズキとの同所的な分布が認められている海域もあるが、交雑の事例は少ない。愛媛県では同じニッチをもつスズキを駆逐している。
環境省の外来生物法により、生態系被害防止外来種に指定されている。